# Jérémie Azou
Jérémie Azou, född 2 april 1989, är en fransk roddare.
Azou tävlade för Frankrike vid olympiska sommarspelen 2012 i London, där han tillsammans med Stany Delayre slutade på 4:e plats i lättvikts-dubbelsculler.
Vid olympiska sommarspelen 2016 i Rio de Janeiro tog Azou tillsammans med Pierre Houin guld i lättvikts-dubbelsculler.